# Pont du Moulinet
Le pont du Moulinet, pont Saint-Éloi ou pont d'Orbe est un pont de pierre en dos d’âne situé à Orbe en Suisse, dans le canton de Vaud. 
Construit en 1424, il est, selon le site de la commune d'Orbe « le plus vieux pont de pierre parfaitement conservé de Suisse ». 
Il a été construit au sud du centre de la ville pour lier les deux rives de la rivière Orbe, grâce à la volonté d’un ermite — le frère Girard Borellier — qui habitait sur la rive droite.